# Lycée français international Jacques-Prévert d'Accra
Le lycée français international Jacques-Prévert d’Accra se situe dans le quartier « East Legon (en) » de la capitale du Ghana, Accra. 
Créé en 1960, le lycée français international d’Accra fait partie du réseau mondial des établissements scolaires ayant passé une convention avec l’Agence pour l'enseignement français à l'étranger. 

## Situation géographique
Accra se situe au sud du Ghana. Le lycée est situé en plein centre-ville.

## Enseignement
L'école compte 12 classes en enseignement primaire dont 3 en maternelle (2 classes bilingues petite section/moyenne section et grande section/CP et moyenne section/grande section français) et 9 en élémentaire.
Le lycée accueille les élèves de la sixième à la terminale en enseignement direct.
L’établissement est équipé de salles spécifiques : 
- Anglais
- Histoire-géographie
- Laboratoire
- Médiathèque
- Informatique
- Gymnase

530 enfants sont accueillis, dont 37 % environ sont français. Le lycée bénéficie de l’aide de l'Agence pour l'enseignement français à l'étranger qui nomme 18 professeurs titulaires de l’Éducation nationale.

## Polémique
En mai 2024, une polémique éclate au lycée vis à vis de la pièce de théâtre Le Journal de grosse patate, recommandée par le ministère de l'Éducation nationale. Des parents remettent en cause sa présence au programme et son adéquation avec une loi nouvellement votée en février 2024, interdisant la défense des droits de la communauté LGBT+.